# 宙克西珀 (拉墨冬的女儿)
宙克西珀（希臘語：Ζευξίππη）希腊神话中西库翁国王拉墨冬的女儿，母亲为克吕提俄斯之女斐诺。
拉墨冬把宙克西珀嫁给了墨提翁之子西库翁（雅典国王厄瑞克透斯的孙子），目的是请后者帮助他与亚该亚人作战。
宙克西珀与西库翁生有女儿克托诺费勒。

## 资料来源
- 《古希腊罗马神话鉴赏辞典》，吉林出版社，ISBN 7-206-04846-3